# Jetins
Die Jetins sind kleinwüchsige Fabelwesen aus der bretonischen Mythologie, die zur Kategorie der Lutins gehören. Sie werden vor allem in den Küstenregionen der Ille-et-Vilaine in der Bretagne und auf der Kanalinsel Guernsey erwähnt.

## Ursprung und Charakteristik
Der Name „Jetins“ leitet sich vom französischen Verb jeter („werfen“) ab, was auf ihre Fähigkeit hinweist, große Steine zu werfen. Varianten des Namens sind J’tins oder J’tuns. Es wird vermutet, dass sie wie die verwandten Fions von den englischen fairies abstammen. Dafür spricht ihr Lebensraum in Meereshöhlen, den Houles (von engl. hole für Loch).
Die Jetins werden als kleine Männlein von etwa anderthalb Fuß (ca. 45 cm) beschrieben. Sie tragen rustikale Kleidung, einen behaarten Hut und silberne Holzschuhe. Ihre hervorstechendste Eigenschaft ist ihre enorme Kraft, mit der sie hausgroße Steine über große Entfernungen schleudern. Damit wird in der bretonischen Folklore das Vorhandensein riesiger Felsbrocken auf den Feldern erklärt.

## Lebensraum und Verhalten

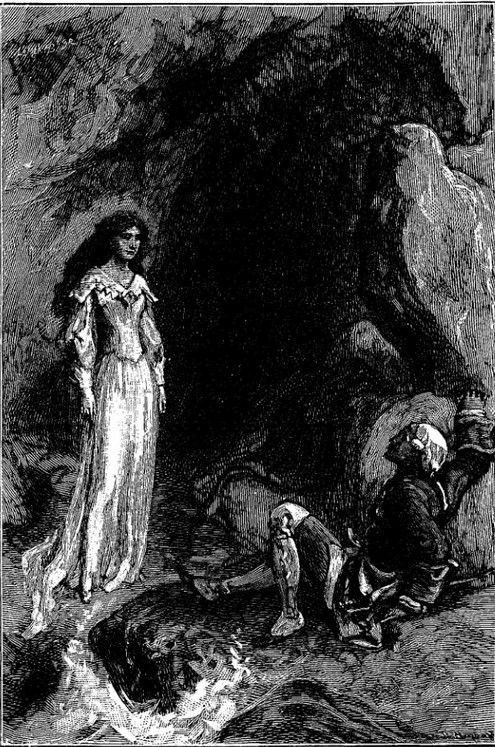
Eine Grottenfee, die in der gleichen Art von Höhlen lebt wie die Jetins

Die Jetins bewohnen vorwiegend Küstenhöhlen und Felsspalten entlang der Küste von Ille-et-Vilaine und auf Guernsey. Sie sind besonders an den Ufern des Flusses Rance anzutreffen. Trotz ihres Lebensraums in den Houles teilen sie diesen nicht mit den Grottenfeen.
Jetins gelten als verspielt und gesellig. Nachts verlassen sie ihre Höhlen, um in der Landschaft Schabernack zu treiben, zum Beispiel Pferdemähnen zu verfilzen oder Hühnerställe zu öffnen. Trotz ihrer Streiche sind sie im Grunde großzügig und geben jedem Brot, Speck und Wurst, der sie darum bittet.
Ein wichtiger Aspekt der Jetin-Folklore ist ihre angebliche Praxis, menschliche Babys zu entführen und durch ihre eigenen, gealterten Wechselbälger zu ersetzen. Diese Wechselbälger wachsen nicht und saugen ständig an der Brust. Nach überlieferten Geschichten bekommen Eltern ihre Kinder zurück, indem sie den Wechselbälgern mit dem Tod drohen.

## Moderne Interpretationen
In der zeitgenössischen Literatur wurden die Jetins von Autoren wie Pierre Dubois aufgegriffen und ausgeschmückt. In seiner Grande Encyclopédie des lutins („Große Enzyklopädie der Lutins“) schreibt er ihnen zusätzliche Eigenschaften wie die Versiegelung des Zugangs zum Palast der Grottenfeen zu, nachdem sie die Bretagne verlassen hatten.